# Hibiscus grandiflorus
Hibiscus grandiflorus är en malvaväxtart som beskrevs av André Michaux. Hibiscus grandiflorus ingår i Hibiskussläktet som ingår i familjen malvaväxter. Inga underarter finns listade i Catalogue of Life.

## Bildgalleri

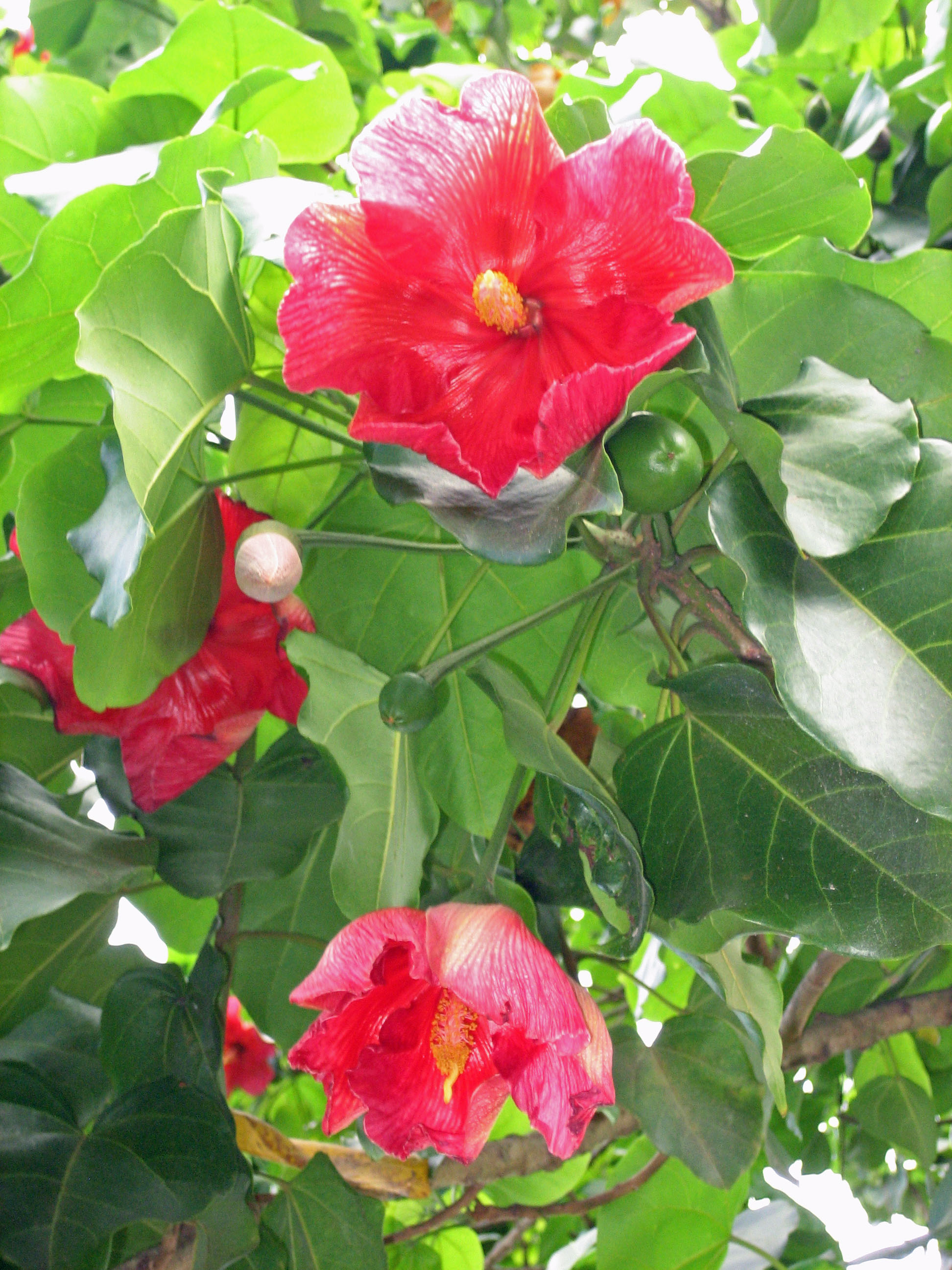
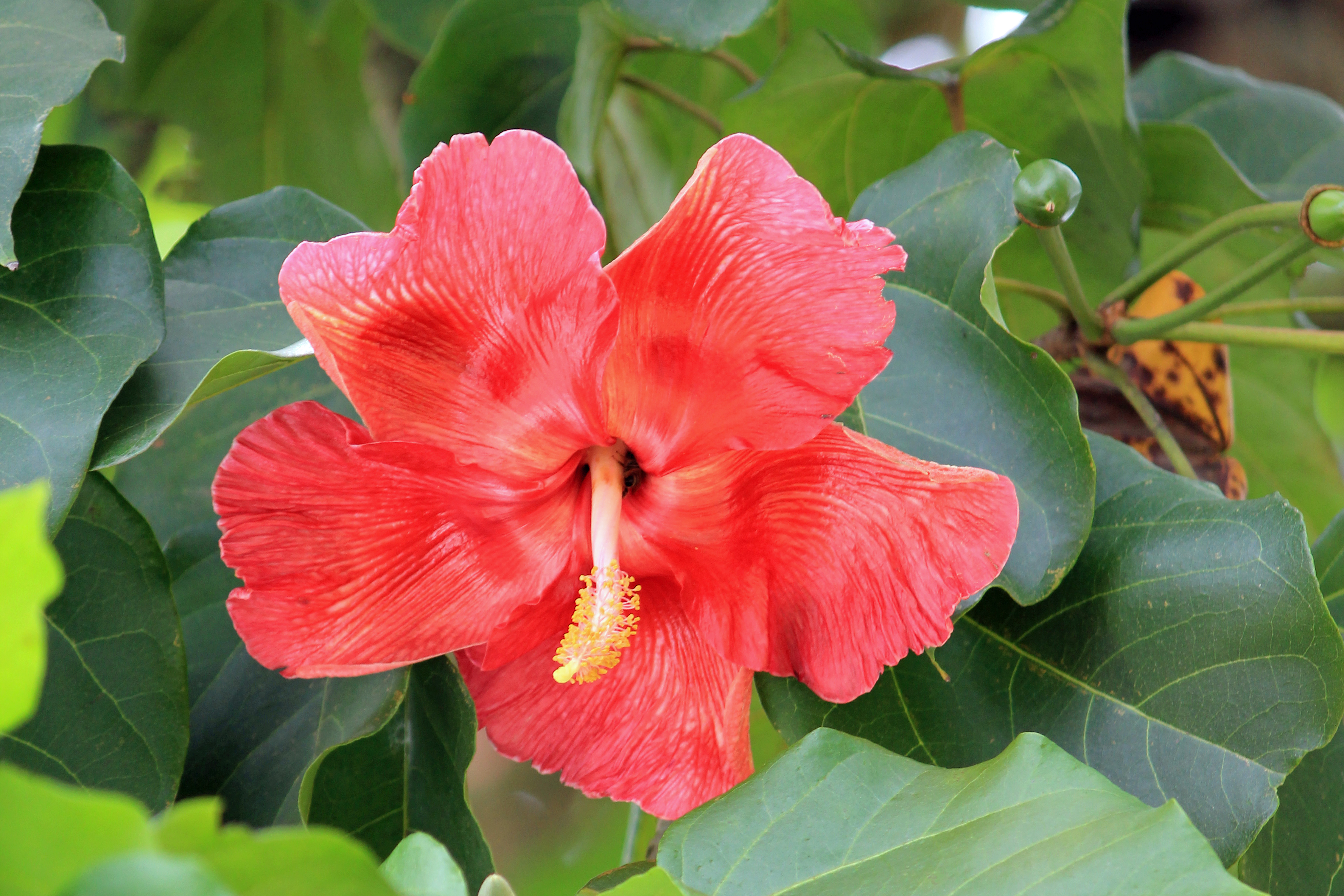